# Chase Headley
Chase Jordan Headley (Fountain, Colorado, 9 de mayo de 1984), más conocido como Chase Headley, es un exjugador profesional estadounidense de béisbol que se desempeñó en la posición de tercera base en las Grandes Ligas de Béisbol (MLB). Logró obtener un Guante de Oro.

## Carrera
Headley jugó como profesional ocho temporadas en San Diego Padres (2007-2014), después pasó a New York Yankees (2014-2017), luego regresó a San Diego Padres, donde jugó una temporada (2018), y fue el equipo en el que se retiró.

## Premios
Fue galardonado con el Guante de Oro en una oportunidad (2012).